# چتها، پاکستان
چتها (به انگلیسی: Dehla Chattha) یک منطقهٔ مسکونی در پاکستان است که در گوجرانواله واقع شده‌است. چتها ۱۰۰۰۰ نفر جمعیت دارد.